# Karl-Heinz Uthemann
Karl-Heinz Uthemann (* 5. August 1939 in Lissabon) ist ein deutscher Theologe mit dem Schwerpunkt  Patristik.

## Leben
Der Sohn von Anton Theodor Uthemann und Gertrudes Rodriguez da Fonseca erwarb 1964 das Lic. phil. am Berchmanskolleg, 1969 das Lic. theol. an der Philosophisch-Theologischen Hochschule Sankt Georgen und 1977 den Dr. phil. an der Ludwig-Maximilians-Universität München. Er war von 1959 bis 1972 Mitglied der Gesellschaft Jesu. Von 1972 bis 1982 lehrte er Kirchengeschichte an der Ludwig-Maximilians-Universität München. Von 1984 bis 1986 war er Geschäftsführer beim Studienkreis und von 1986 bis 2004 Dozent der Abteilung für Klassiker der Frühchristlichen Literatur an der Vrije Universiteit Amsterdam.

## Schriften (Auswahl)
- Anastasii Sinaitae opera. Anastasii Sinaitae Viae dvx. Brepols, Turnhout 1981.
- Anastasii Sinaitae opera. Anastasii Sinaitae Sermones dvo in constitvtionem hominis secvndvm imaginem Dei. Brepols, Turnhout 1985.
- Die Pseudo-Chrysostomische Predigt In Baptismum et Tentationem (BHG 1936m; CPG 4735). Kritische Edition mit Einleitung. Winter, Heidelberg 1994.
- als Herausgeber mit Remco F. Regtuit und Johannes M. Tevel: Homiliae Pseudo-Chrysostomicae. Instrumentum studiorum 1. Brepols, Turnhout 1994.
- Anastasios Sinaites. Byzantinisches Christentum in den ersten Jahrzehnten unter arabischer Herrschaft. De Gruyter, Berlin 2015.
- Studien zu Anastasios Sinaites. Mit einem Anhang zu Anastasios I. von Antiochien. De Gruyter, Berlin 2017.